# Новский, Владимир Александрович
Владимир Александрович Новский (9 января 1950, Гусь-Хрустальный, Россия — 10 января 2023, Киев, Украина) — украинский учёный в области электротехники и электроэнергетики, доктор технических наук (2012), член-корреспондент НАНУ (2021), лауреат Государственной премии Украины в области науки и техники (2014).

## Биография
Родился 9 января 1950 года в городе Гусь-Хрустальный Владимирской области.
Окончил Киевский политехнический институт (1973).
С 1973 года работал в Институте электродинамики АН Украинской ССР (НАНУ): инженер, младший, старший, с 2011 г. ведущий научный сотрудник, с 2021 г. главный научный сотрудник отдела стабилизации параметров электромагнитной энергии.
Кандидатская диссертация:
- Пофазно-управляемые преобразователи для стабилизации параметров качества электроэнергии в трехфазных системах : диссертация … кандидата технических наук : 05.09.12. — Киев, 1984. — 284 с. : ил.

В 2011 году защитил докторскую диссертацию.
Участвовал в создании новых многофункциональных устройств и систем для комплексного обеспечения стабилизации параметров электроэнергии и электромагнитной совместимости в системах электроснабжения с нелинейными и нестационарными нагрузками.
Под его руководством разработан ряд высокоэффективных электротехнических устройств и систем большой мощности, которые нашли практическое применение на многих энергопредприятиях Украины, в том числе НЭК «Укрэнерго», ДК «Укроборонпром».
Автор более 200 научных публикаций, в том числе 10 монографий и 30 авторских свидетельств и патентов на изобретения.
Член-корреспондент НАНУ (2021). Лауреат Государственной премии Украины в области науки и техники (2014).
Умер в Киеве 10 января 2023 года.
Сочинения:
- Стабилизация параметров электрической энергии в распределительных сетях / А. К. Шидловский, В. А. Новский, Н. Н. Каплычный; АН УССР, Ин-т электродинамики. — Киев : Наук. думка, 1989. — 311,[1] с. : ил.; 22 см; ISBN 5-12-000930-1
- Автоматизированные системы учета и качества электрической энергии : монография / А. В. Праховник, Ю. Ф. Тесик, А. Ф. Жаркин, В. А. Новский, А. Г. Гриб, В. П. Калинчик, А. Л. Карасинский, А. М. Довгалюк, А. П. Лазуренко, А. М. Хадаковский, В. И. Васильченко, А. Д. Светлик; ред. А. Г. Гриб. — Харьков : Утро-НТ, 2012. — 516 с.